# Diplonearcha insinuans
Diplonearcha insinuans är en fjärilsart som beskrevs av Edward Meyrick 1914. Diplonearcha insinuans ingår i släktet Diplonearcha och familjen vecklare. Inga underarter finns listade i Catalogue of Life.